# Charles Tingwell
Charles William Tingwell (Coogee, New South Wales, 3 januari 1923 - Melbourne, 15 mei 2009) was een Australisch acteur, die vooral in Britse en Australische producties verschijnt.
Charles "Bud" Tingwell vond werk als acteur in Londen nadat hij tijdens de Tweede Wereldoorlog piloot was geweest bij de Royal Australian Air Force in Europa.
Tingwell is onder meer te zien als de vader van Carrot uit het eerste seizoen van de kinderserie Catweazle. Tingwell acteerde sinds de jaren 40 en was tot op hoge leeftijd actief als acteur (2008). Hij was onder meer te zien in Emergency Ward 10 , Agatha Christies Murder Most Foul, Murder at The Gallop , Murder She Said en in Murder Ahoy als Inspector Craddock en in Dunkirk. Hij speelde gastrollen in series als The Flying Doctors, Z Cars en De Wrekers. In 1952 speelde hij in de oorlogsfilm The Desert Rats naast Richard Burton.
Zijn carrière in Australië kreeg een heropleving door zijn rol in de komedie The Castle (1997). Daarna speelde hij nog in films als Innocence (2000), Ned Kelly (2003) en Irresistible (2007) met o.a. Susan Sarandon.
Tingwell trouwde op 19 juli 1951 met de in 1996 gestorven Audrey Wilson. Het paar had een zoon en een dochter. Tingwell is in mei 2009 te Melbourne overleden aan de gevolgen van prostaatkanker.
- Biblioteca Nacional de España: XX4966510
- Bibliothèque nationale de France: cb170605582 (data)
- International Standard Name Identifier: 0000 0001 1600 0783
- Library of Congress Control Number: no2003005599
- SNAC: w6rw3kn9
- Virtual International Authority File: 16903799
- WorldCat: E39PBJy8pkPgdCtvkRmwp6MQMP